# Segon llibre de les Cròniques
El Segon llibre de les Cròniques és un llibre de l'Antic Testament que formava un tot unitari amb el Primer llibre de les Cròniques, escindit en dues meitats per l'extensió del text. Se centra en els fets des de la mort del rei David fins a l'alliberament del poble jueu després de l'exili a Babilònia i el seu objectiu és exaltar la unitat del judaisme i justificar amb lleis divines les decisions dels governants. És el darrer llibre del cànon jueu, mentre que precedeix el Llibre d'Esdres en l'ordenació catòlica.